# Economia del País Valencià
L'Economia del País Valencià es fonamenta en el sector serveis. El País Valencià conforma un territori llargarut, amb una orografia muntanyosa i irregular que ha dificultat històricament les comunicacions i l'aprofitament del sòl, i només l'eix litoral ha facilitat la connexió amb el nord, amb Catalunya i Europa. Així s'explica, entre altres raons, que tot i els plans d'infraestructures estatals centralitzades cap a Madrid el volum de comerç entre Catalunya i el País Valencià és el quàdruple del volum que es té amb la capital estatal. Amb un clima mediterrani i un règim de pluges escasses, els recursos naturals del País Valencià són minsos pel que fa als minerals; destaquen algunes explotacions salines i les pedreres de minerals no metàl·lics, d'ús i tradició històrica en la indústria i la construcció. En recursos hídrics hi ha una demanda d'aigua superior a l'oferta, i aquest desequilibri és especialment greu a les comarques del sud del país, que es resol de moment amb restriccions i amb l'explotació d'aqüífers subterranis. Els plans d'estalvi i racionalització de l'ús, especialment en l'agricultura, i la generalització de plantes dessalinitzadores i de captació d'aigua es presenten com les solucions del futur.

## Indicadors econòmics
En l'any 2002 el País Valencià va generar el 10,5% del PIB estatal, baixant fins al 9,30% en 2021, creava en 2002 el 12% de les exportacions espanyoles i el 9,78% del valor afegit brut industrial estatal, i el seu estoc de capital representava l'any 2000 el 10,4% del total estatal. L'any 2003 el deute públic de la Generalitat Valenciana va superar el 10,5% del PIB valencià i aquesta dada va pujar en 2021 fins al 47,80%, quan la taxa d'atur es va situar en el 13,5%. En 2006 el PIB va arribar 20.000 milions d'euros, i fins al 2020 s'ha mantingut al voltant d'aquesta xifra, amb un PIB per càpita en 2019 de 23.206 euros. Amb dades de 2021, per sectors, el principal és el sector serveis, que representa el 72,15% del PIB de la Comunitat, seguit per la indústria, amb el 18,77, després la construcció amb el 6,98 i tanca el sector agrícola amb el 2,09%.
El seu sector industrial és considerable pels seus nivells de productivitat elevats, i perquè es tracta d'uns sectors més intensius en la creació de valor afegit i de riquesa que l'agricultura, el turisme o la construcció. Així, en l'any 2003 el 21% del PIB valencià va ser generat per una indústria que produïa per valor de 36.730 milions d'euros, i donava feina a 347.861 persones.

## Model empresarial
El model empresarial valencià el componen uns quants centenars d'empreses multinacionals i desenes de milers de PIME locals, la combinació de les quals ha permés a moltes empreses valencianes créixer a recer de les multinacionals. Si bé, la majoria de les pimes són de caràcter familiar la qual cosa, malgrat les virtuts d'aquest model, podria perjudicar en la capacitat de cooperació econòmica més enllà de la família en un context de globalització econòmica.
Malgrat la greu crisi econòmica entre 1973 i 1985 que afectà el sector industrial, i després d'haver entrat l'any 1986 a la UE sense tradició exportadora recent, actualment és la segona autonomia exportadora de l'Estat, amb un 12%, i el seu volum respectiu el 2003 superava a Grècia i s'acostava al de Portugal.
Les empreses més importants amb seu social al País Valencià són Ford, Mercadona, Supermercats Consum, ANECOOP, Colebega, BP Oil, Porcelanosa, Pamesa Ceràmica, Taulell SA, Air Nostrum, o Ros Casares, entre d'altres.

## Sectors
Les activitats econòmiques primàries (agricultura, pesca, ramaderia, etc.) contribueixen amb el 2,2% del PIB valencià. La indústria agroalimentària aporta un 1,8%.

### Agricultura
Esdevé marcada per la disposició d'aigua; per tant cal distingir-hi els conreus de secà i els de regadiu:
- Al secà l'ametler sobretot i també el garrofer i l'olivera són els conreus tradicionals, però s'han anat introduint altres arbres de secà que s'han implantat en determinades comarques i entre els quals hi ha les pomeres, els presseguers, etc. La vinya és el paisatge natural de moltes comarques i, d'un temps ençà, s'hi elaboraren vins de gran qualitat arreu del país, especialment a la Plana d'Utiel, el Villar de l'Arquebisbe i les zona del Vinalopó (Alt Vinalopó, Vinalopó Mitjà i Baix Vinalopó). En les zones de l'interior de la Marina Alta i la Marina Baixa, a causa del cultiu de la pansa, es fan bons moscatells i vins dolços.

- El regadiu està dominat pels cítrics, especialment la taronja, que suposen la major part de la citricultura de l'Estat i l'arròs que, encara que sofreix un clar retrocés, també suposa gran part de la producció estatal i els conreus hortícoles i florals.

### Ramaderia
És poc important al País Valencià llevat de l'apicultura que, gràcies a la gran varietat de plantes del sòl, és la més important de l'Estat. Igualment la pesca ocupa un lloc poc rellevant en l'economia.

### Pesca
Es practica pesca de litoral, sobretot de sardines, pops, seitons, maires i crustacis. Ports pesquers més importants: Viranós, Castelló de la Plana, Santa pola, Alacant i Gandia.

### Indústria
Es distingeixen cinc grans nuclis amb les seues especialitzacions. Són, de nord a sud:
- Castelló-Onda: Ceràmica.
- València i la seua àrea metropolitana: moble, i maquinària elèctrica. Abunda la petita i mitjana empresa, però també hi ha grans indústries com l'automobilística Ford.
- L'eix Xàtiva-Alcoi: tèxtil i paper.
- La Foia de Castalla: Joguets mecànics i nines (el 55% de la producció estatal espanyola).
- La Vall del Vinalopó: Calçat i cautxú.

També s'hi conserven activitats tradicionals com ara la ceràmica de Manises, Ribesalbes o L'Alcora; el torró i el gelat a Xixona i Alacant; la manufactura, de mobles i atifells, amb vímet a Gata, Moixent, Vallada, etc.

### Turisme
Aquest sector s'ha convertit, des de la dècada dels seixanta del passat segle, en un important factor d'ingressos. Actualment representa el 22% del PIB; però aquest fet ha dut a una feroç especulació, sobretot a la costa, amb destrossa del medi ambient i degradació sistemàtica del medi ambient.